# Chingola
Chingola is een stad in de Zambiaanse provincie Copperbelt, het kopermijnbouwgebied van het land. Bij de volkstelling van 2008 telde Chingola 157.340 inwoners. De stad ligt op een hoogte van 1363 meter.
Chingola werd in 1943 gesticht bij de aanleg van kopermijn Nchanga. Hieruit ontstonden de dagbouwmijnen Chingola en Nchanga. De laatste is de op een na grootste dagbouwmijn ter wereld met een oppervlakte van bijna 30 km², in een halve boog van 1 kilometer lang ten noorden en westen van de stad. Het diepste punt van de mijn ligt 400 meter lager dan het omringende plateau. In 1957 kreeg Chingola de status van stad. Sinds het kelderen van de koperprijzen op de wereldmarkt in dejaren 1990, ging het slecht met de economie van de stad. Tegenwoordig wordt de kopermijnbouw door een Indiaas–Zambiaans bedrijf verricht.
De stad heeft een vrachttreinverbinding van de Zambiaanse Spoorwegen naar Kitwe, waar in de wijk Nkana het koper wordt gesmolten. De stad ligt aan een zijweg van de hoofdweg van Kitwe naar Solwezi, die leidt naar de Congolese stad Lubumbashi. De wegen in de stad zijn doorgaans slecht. De stad heeft ook een eigen luchthaven waar alleen kleine vliegtuigen kunnen landen.

## Geboren
- Samuel Matete (27 juli 1968), atleet
- Stoppila Sunzu (22 juni 1989), voetballer
- Nathan Sinkala (22 november 1990), voetballer
- Patson Daka (9 oktober 1998), voetballer